# Oleg Šatov
Oleg Aleksandrovič Šatov (in russo Олег Александрович Шатов?, traslitterazione anglosassone Oleg Aleksandrovich Shatov; Nižnij Tagil, 29 luglio 1990) è un allenatore di calcio ed ex calciatore russo, di ruolo centrocampista, tecnico ad interim dell'Ural.

## Carriera

### Club
Šatov ha giocato con la maglia dell'Ural, prima di trasferirsi all'Anži agli inizi del 2012. Esordì con questa maglia il 18 marzo dello stesso anno, schierato titolare nella sconfitta per 1-0 sul campo della Lokomotiv Mosca. Il 19 agosto successivo, ha realizzato la prima rete in campionato con questa maglia: ha siglato il gol del pareggio in occasione della sfida contro lo Zenit, conclusasi con il punteggio di 1-1.

#### Il prestito al Krasnodar
Il 6 febbraio 2018, sarà acquistato con un prestito oneroso da 2 milioni di euro dal Krasnodar, lasciando San Pietroburgo dopo 5 anni. La sua esperienza, però, è del tutto fallimentare, scendendo in campo solo per 6 volte in 4 mesi.

#### Il ritorno allo Zenit
Il 30 giugno 2018, tornerà dal prestito allo Zenit San Pietroburgo. In due anni, complici anche i vari infortuni, giocherà solamente 31 partite segnando 5 gol.

#### Rubin Kazan
Il 1⁰ agosto 2020, il suo contratto con lo Zenit non viene rinnovato, così il calciatore russo firmerà un contratto per il Rubin Kazan. Rimarrà per una stagione, totalizzando 24 presenze ed una rete.
Il 18 novembre 2021, annuncerà il ritiro dalle attività calcistiche.

#### Il ritorno all'Ural
Due mesi dopo aver annunciato il ritiro dal calcio giocato, Shatov decide di rimettersi gli scarpini, tornando a giocare per l'Ural dopo 14 anni.

### Nazionale
Šatov ha partecipato alla vincente campagna di qualificazione all'Europeo Under-21 2013, con la nazionale di categoria. Il CT Nikolaj Pisarev lo ha poi incluso tra i convocati in vista della fase finale della rassegna continentale.
Il 26 gennaio 2013, è stato convocato da Fabio Capello in nazionale maggiore, a causa dell'indisponibilità di Vladimir Granat e Aleksandr Kokorin. Ha così potuto effettuare il suo debutto il 6 febbraio, scendendo in campo all'inizio del secondo tempo dell'amichevole contro l'Islanda, vinta per 0-2 anche grazie ad una sua rete.
Viene convocato per gli Europei 2016 in Francia.

## Statistiche

### Cronologia presenze e reti in nazionale
| Cronologia completa delle presenze e delle reti in nazionale ― Russia | Cronologia completa delle presenze e delle reti in nazionale ― Russia | Cronologia completa delle presenze e delle reti in nazionale ― Russia | Cronologia completa delle presenze e delle reti in nazionale ― Russia | Cronologia completa delle presenze e delle reti in nazionale ― Russia | Cronologia completa delle presenze e delle reti in nazionale ― Russia | Cronologia completa delle presenze e delle reti in nazionale ― Russia | Cronologia completa delle presenze e delle reti in nazionale ― Russia |
| Data                                                                  | Città                                                                 | In casa                                                               | Risultato                                                             | Ospiti                                                                | Competizione                                                          | Reti                                                                  | Note                                                                  |
| --------------------------------------------------------------------- | --------------------------------------------------------------------- | --------------------------------------------------------------------- | --------------------------------------------------------------------- | --------------------------------------------------------------------- | --------------------------------------------------------------------- | --------------------------------------------------------------------- | --------------------------------------------------------------------- |
| 6-2-2013                                                              | Marbella                                                              | Islanda                                                               | 0 – 2                                                                 | Russia                                                                | Amichevole                                                            | 1                                                                     | 46’                                                                   |
| 25-3-2013                                                             | Londra                                                                | Brasile                                                               | 1 – 1                                                                 | Russia                                                                | Amichevole                                                            | -                                                                     | 46’                                                                   |
| 15-10-2013                                                            | Baku                                                                  | Azerbaigian                                                           | 1 – 1                                                                 | Russia                                                                | Qual. Mondiali 2014                                                   | -                                                                     | 46’                                                                   |
| 5-3-2014                                                              | Krasnodar                                                             | Russia                                                                | 2 – 0                                                                 | Armenia                                                               | Amichevole                                                            | -                                                                     | 63’                                                                   |
| 26-5-2014                                                             | San Pietroburgo                                                       | Russia                                                                | 1 – 0                                                                 | Nigeria                                                               | Amichevole                                                            | -                                                                     |                                                                       |
| 31-5-2014                                                             | Oslo                                                                  | Norvegia                                                              | 1 – 1                                                                 | Russia                                                                | Amichevole                                                            | 1                                                                     |                                                                       |
| 6-6-2014                                                              | Mosca                                                                 | Russia                                                                | 2 – 0                                                                 | Marocco                                                               | Amichevole                                                            | -                                                                     |                                                                       |
| 17-6-2014                                                             | Cuiabá                                                                | Corea del Sud                                                         | 1 – 1                                                                 | Russia                                                                | Mondiali 2014 - 1º turno                                              | -                                                                     | 49’ 59’                                                               |
| 22-6-2014                                                             | Rio de Janeiro                                                        | Belgio                                                                | 1 – 0                                                                 | Russia                                                                | Mondiali 2014 - 1º turno                                              | -                                                                     | 83’                                                                   |
| 26-6-2014                                                             | Curitiba                                                              | Russia                                                                | 1 – 1                                                                 | Algeria                                                               | Mondiali 2014 - 1º turno                                              | -                                                                     | 67’                                                                   |
| 3-9-2014                                                              | Chimki                                                                | Russia                                                                | 4 – 0                                                                 | Azerbaigian                                                           | Amichevole                                                            | -                                                                     | 46’                                                                   |
| 9-10-2014                                                             | Stoccolma                                                             | Svezia                                                                | 1 – 1                                                                 | Russia                                                                | Qual. Euro 2016                                                       | -                                                                     |                                                                       |
| 15-11-2014                                                            | Vienna                                                                | Austria                                                               | 1 – 0                                                                 | Russia                                                                | Qual. Euro 2016                                                       | -                                                                     | 81’                                                                   |
| 27-3-2015                                                             | Podgorica                                                             | Montenegro                                                            | 0 – 3 tav                                                             | Russia                                                                | Qual. Euro 2016                                                       | -                                                                     | 15’                                                                   |
| 7-6-2015                                                              | Chimki                                                                | Russia                                                                | 4 – 2                                                                 | Bielorussia                                                           | Amichevole                                                            | -                                                                     |                                                                       |
| 14-6-2015                                                             | Mosca                                                                 | Russia                                                                | 0 – 1                                                                 | Austria                                                               | Qual. Euro 2016                                                       | -                                                                     |                                                                       |
| 5-9-2015                                                              | Mosca                                                                 | Russia                                                                | 1 – 0                                                                 | Svezia                                                                | Qual. Euro 2016                                                       | -                                                                     |                                                                       |
| 8-9-2015                                                              | Vaduz                                                                 | Liechtenstein                                                         | 0 – 7                                                                 | Russia                                                                | Qual. Euro 2016                                                       | -                                                                     | 65’                                                                   |
| 9-10-2015                                                             | Chișinău                                                              | Moldavia                                                              | 1 – 2                                                                 | Russia                                                                | Qual. Euro 2016                                                       | -                                                                     |                                                                       |
| 12-10-2015                                                            | Mosca                                                                 | Russia                                                                | 2 – 0                                                                 | Montenegro                                                            | Qual. Euro 2016                                                       | -                                                                     | 69’                                                                   |
| 29-3-2016                                                             | Saint-Denis                                                           | Francia                                                               | 4 – 2                                                                 | Russia                                                                | Amichevole                                                            | -                                                                     | 88’                                                                   |
| 1-6-2016                                                              | Innsbruck                                                             | Rep. Ceca                                                             | 2 – 1                                                                 | Russia                                                                | Amichevole                                                            | -                                                                     |                                                                       |
| 5-6-2016                                                              | Monaco                                                                | Russia                                                                | 1 – 1                                                                 | Serbia                                                                | Amichevole                                                            | -                                                                     | 75’                                                                   |
| 11-6-2016                                                             | Marsiglia                                                             | Inghilterra                                                           | 1 – 1                                                                 | Russia                                                                | Euro 2016 - 1º turno                                                  | -                                                                     |                                                                       |
| 15-6-2016                                                             | Lilla                                                                 | Russia                                                                | 1 – 2                                                                 | Slovacchia                                                            | Euro 2016 - 1º turno                                                  | -                                                                     |                                                                       |
| 31-8-2016                                                             | Adalia                                                                | Turchia                                                               | 0 – 0                                                                 | Russia                                                                | Amichevole                                                            | -                                                                     |                                                                       |
| 6-9-2016                                                              | Mosca                                                                 | Russia                                                                | 1 – 0                                                                 | Ghana                                                                 | Amichevole                                                            | -                                                                     | 82’                                                                   |
| 9-10-2016                                                             | Krasnodar                                                             | Russia                                                                | 3 – 4                                                                 | Costa Rica                                                            | Amichevole                                                            | -                                                                     | 56’                                                                   |
| Totale                                                                |                                                                       | Presenze                                                              | 28                                                                    |                                                                       | Reti                                                                  | 2                                                                     |                                                                       |

## Palmarès

### Club

#### Competizioni nazionali
- Campionato russo: 3

Zenit San Pietroburgo: 2014-2015, 2018-2019, 2019-2020
- Supercoppa di Russia: 3

Zenit San Pietroburgo: 2015, 2016, 2020
- Coppa di Russia: 1

Zenit San Pietroburgo: 2015-2016, 2019-2020